# Вишневски, Анке
Анке Вишневски (нем. Anke Wischnewski, 5 января 1978, Аннаберг-Буххольц, Германия) — немецкая саночница, выступающая за сборную Германии с 2001 года. Принимала участие в зимних Олимпийских играх 2010 года в Ванкувере и в программе женских одиночных заездов заняла пятое место.
Анке Вишневски является обладательницей двух медалей чемпионатов мира, в её послужном списке одна бронзовая награда Парк-Сити (2005) и одна серебряная Инсбрука (2007). Лучший результат на чемпионатах Европы показала в 2002 году в Альтенберге, в программе женских одиночек финиширов четвёртой. В сезоне 2006—2007 на Кубке мира по санному спорту в общем зачёте поднялась до третьей позиции.
В 2014 году побывала на Олимпийских играх в Сочи, где финишировала шестой в одиночной женской программе.
По совместительству служит солдатом в армии Германии, в свободное от работы время любит кататься на велосипеде и дрессировать свою собаку.